# Nesolagobius callosus
Nesolagobius callosus är en loppart som beskrevs av Jordan et Rothschild 1922. Nesolagobius callosus ingår i släktet Nesolagobius och familjen husloppor. Inga underarter finns listade i Catalogue of Life.